# 戴桥镇
戴桥镇是中华人民共和国安徽省阜阳市界首市下辖的一个镇。

## 行政区划
戴桥镇下辖以下村级行政区划单位：
王寨村、戴西村、戴东村、扎扒集村、尹庄村、张老庄村、茶棚村和刘寨村。